# Campionati europei di Yngling 2007
I Campionati europei di Yngling 2007 si sono svolti a Warnemünde, in Germania.

## Podi
| Evento            | Oro                                                      | Argento                                                     | Bronzo                                                            |
| Yngling femminile | Russia Ekaterina Skudina Diana Krutzkikh Natalia Ivanova | Paesi Bassi Mandy Mulder Brechtje van der Werf Marje Kampen | Grecia Sofia Bekatorou Sofia Papadopoulou Christina Charamountani |

## Medagliere
| Posiz. | Nazione     | Oro | Argento | Bronzo | Totale |
| ------ | ----------- | --- | ------- | ------ | ------ |
| 1      | Russia      | 1   | 0       | 0      | 1      |
| 2      | Paesi Bassi | 0   | 1       | 0      | 1      |
| 3      | Grecia      | 0   | 0       | 1      | 1      |
| Totale | Totale      | 1   | 1       | 1      | 3      |